# Great Witcombe
Great Witcombe est une paroisse civile et un village du Gloucestershire, en Angleterre.